# Huw Merriman
Huw Merriman, né le 13 juillet 1973 à Brackley (Northamptonshire), est un homme politique britannique, membre du Parti conservateur. Il est député de la circonscription de Bexhill et Battle à la Chambre des communes de 2015 à 2024. Avant sa carrière parlementaire, il est avocat et conseiller local. En 2022, il est nommé ministre d'État aux Transports, chargé du transport ferroviaire et notamment du projet High Speed 2 (HS2).

## Jeunesse et carrière
Merriman est né le 13 juillet 1973 à Brackley, Northamptonshire, fils de Richard et Ann Merriman. Son père est un employé du conseil local et sa mère une enseignante. Il grandit à Buckingham et fréquente l'école secondaire moderne du comté de Buckingham et le collège Aylesbury. Merriman étudie le droit à l'Université de Durham, où il est président de la branche des jeunes conservateurs du secteur en 1994. Après avoir obtenu son diplôme, il se qualifie comme avocat à la City Law School. Il exerce en droit pénal avant de travailler en droit financier pendant 17 ans . Son dernier poste est celui de directeur général d'une équipe d'avocats chargée de dénouer le domaine européen de Lehman Brothers à la suite de l'effondrement de la société de services financiers en 2008.

## Carrière politique
Il déménage à East Sussex en 2006 et est élu au conseil de district de Wealden pour le quartier de Rotherfield en 2007 et est réélu en 2011. Merriman se présente comme candidat conservateur pour le nord-est du Derbyshire aux élections générales de 2010. Il arrive deuxième derrière la députée travailliste sortante Natascha Engel.
Merriman est sélectionné comme candidat potentiel au parlement pour Bexhill et Battle en novembre 2014. Parmi les autres prétendants au siège figurent les futurs députés Suella Fernandes (maintenant Braverman) et James Cleverly. Il remporte le siège aux élections générales de 2015 avec 30 245 voix et une majorité de 20 075 voix (36,4%). Au cours de la législature 2015-2017, il siège au Comité de la procédure. De juillet 2017 à août 2018, il est Secrétaire parlementaire privé au ministère du Travail et des Pensions,. Merriman est nommé PPS du chancelier de l'Échiquier Philip Hammond.
Il soutient le maintien du Royaume-Uni au sein de l'Union européenne lors du référendum en 2016. Merriman voté pour l'accord de retrait du Brexit signé par la Première ministre Theresa May au début de 2019. Lors des votes indicatifs du 27 mars, il vote pour un référendum sur l'accord de retrait du Brexit.
Merriman soutient Jeremy Hunt lors de l'élection à la direction du Parti conservateur de 2019,. Il vote pour l'accord de retrait du Brexit du Premier ministre Boris Johnson.
Merriman est président du Comité restreint des transports du 29 janvier 2020 au 27 octobre 2022. Il est auparavant membre du comité depuis septembre 2017.

## Vie privée
Merriman épouse Victoria Powdrill en 2001 et ils ont trois filles. Ils sont séparés.